# Usloniidae
Usloniidae es una familia de foraminíferos bentónicos de la Superfamilia Parathuramminoidea, del Suborden Fusulinina y del Orden Fusulinida. Su rango cronoestratigráfico abarca desde el Devónico medio hasta el Misisípico (Carbonífero inferior).

## Discusión
Clasificaciones más recientes incluirían Usloniidae en el Suborden Parathuramminina, del Orden Parathuramminida, de la Subclase Afusulinina y de la Clase Fusulinata.

## Clasificación
Usloniidae incluye a los siguientes géneros:
- Bisphaera †
- Parphia †
- Uslonia †